# Marija Bistrica
Marija Bistrica je naselje na Hrvaškem, ki je središče Občine Marija Bistrica v Krapinsko-zagorski županiji, severovzhodno od Medvednice. Skozi naselje teče potok Bistrica, ki se na severu izliva v reko Krapino, preko katere je občina Zlatar-Bistrica. Na zahodu je mesto Donja Stubica in občina Gornja Stubica. V občini Marija Bistrica z okoli 6.000 prebivalci so še naselja Hum Bistrički, Laz Bistrički, Poljanica Bistrička, Podgorje Bistričko, Selnica, Sušobreg Bistrički itd. V Mariji Bisrici je osrednje hrvaško romarsko svetišče in bazilika Matere Božje, ki spada pod zagrebško nadškofijo.

## Demografija (naselje Marija Bistrica)
| Pregled števila prebivalcev po letih | Pregled števila prebivalcev po letih | Pregled števila prebivalcev po letih | Pregled števila prebivalcev po letih | Pregled števila prebivalcev po letih | Pregled števila prebivalcev po letih | Pregled števila prebivalcev po letih | Pregled števila prebivalcev po letih | Pregled števila prebivalcev po letih | Pregled števila prebivalcev po letih | Pregled števila prebivalcev po letih | Pregled števila prebivalcev po letih | Pregled števila prebivalcev po letih | Pregled števila prebivalcev po letih | Pregled števila prebivalcev po letih |
| ------------------------------------ | ------------------------------------ | ------------------------------------ | ------------------------------------ | ------------------------------------ | ------------------------------------ | ------------------------------------ | ------------------------------------ | ------------------------------------ | ------------------------------------ | ------------------------------------ | ------------------------------------ | ------------------------------------ | ------------------------------------ | ------------------------------------ |
| 1857                                 | 1869                                 | 1880                                 | 1890                                 | 1900                                 | 1910                                 | 1921                                 | 1931                                 | 1948                                 | 1953                                 | 1961                                 | 1971                                 | 1981                                 | 1991                                 | 2001                                 |
| 438                                  | 448                                  | 580                                  | 606                                  | 686                                  | 744                                  | 708                                  | 773                                  | 852                                  | 822                                  | 829                                  | 860                                  | 953                                  | 1057                                 | 1107                                 |